# Марна (річка)
Ма́рна (фр. Marne фр. вимова: [maʁn] ( прослухати)) — річка на півночі Франції, права притока Сени. Довжина 525 км, сточище 12,8 тис. км². Живлення переважно дощове, спостерігаються зимові паводки. Коливання рівня до 4–5 м. Середня витрата води в гирлі понад 100 м3/с. Річка бере початок на плато Лангр, тече на північ, потім між Сен-Дізьє і Шалонз-ан-Шампань повертає на захід, впадає в Сену трохи вище Парижа, в районі Шарантона. У Шампані частина води спрямовується через штучне озеро «Лак ду Дер-Шантек'ю», задля регулювання стоку. Таким чином запобігають великим затопленням або межені. Основні притоки — Блез, Соль, Урк, Пті-Морен, Гран-Морен.
На Марні лежать міста:
- Шомон і Сен-Дізьє (департамент Верхня Марна)
- Шалон-ан-Шампань, Еперне (департамент Марна)
- Шато-Тьєррі (департамент Ена),
- Мо (департамент Сена і Марна)
- Неї-сюр-Марн (департамент Сена — Сен-Дені)
- Ножан-сюр-Марн, Кретей, Шарантон-ле-Пон, Шампіньї-сюр-Марн, Сен-Морис (департамент Валь-де-Марн).

Марна судноплавна до міста Еперне, сполучена каналами з басейнами річок Маас, Рейн, Сона.
У ході Першої світової війни на Марні відбулося дві великих битви у 1914 та 1918 році.